# Saint-André-du-Bois
Saint-André-du-Bois é uma comuna francesa na região administrativa da Nova Aquitânia, no departamento da Gironda. Estende-se por uma área de 10,02 km². Em 2010 a comuna tinha 437 habitantes (densidade: 43,6 hab./km²).